# West Smithfield
West Smithfield és una concentració de població designada pel cens dels Estats Units a l'estat de Carolina del Nord. Segons el cens del 2000 tenia 59 habitants.

## Demografia
Segons el cens del 2000, West Smithfield tenia 59 habitants, 21 habitatges i 16 famílies. La densitat de població era de 43 habitants per km².
Dels 21 habitatges en un 42,9% hi vivien nens de menys de 18 anys, en un 66,7% hi vivien parelles casades, en un 4,8% dones solteres, i en un 23,8% no eren unitats familiars. En el 19% dels habitatges hi vivien persones soles el 9,5% de les quals corresponia a persones de 65 anys o més que vivien soles. El nombre mitjà de persones vivint en cada habitatge era de 2,81 i el nombre mitjà de persones que vivien en cada família era de 3,25.
Per edats la població es repartia de la següent manera: un 33,9% tenia menys de 18 anys, un 1,7% entre 18 i 24, un 25,4% entre 25 i 44, un 33,9% de 45 a 60 i un 5,1% 65 anys o més.
L'edat mediana era de 30 anys. Per cada 100 dones de 18 o més anys hi havia 95 homes.
La renda mediana per habitatge era de 47.500 $ i la renda mediana per família de 56.071 $. Els homes tenien una renda mediana de 19.773 $ mentre que les dones 50.556 $. La renda per capita de la població era de 22.834 $. Cap de les famílies estaven per davall del llindar de pobresa.

## Poblacions més properes
El següent diagrama mostra les poblacions més properes.